# Museum für Archäologie und Ökologie Dithmarschen

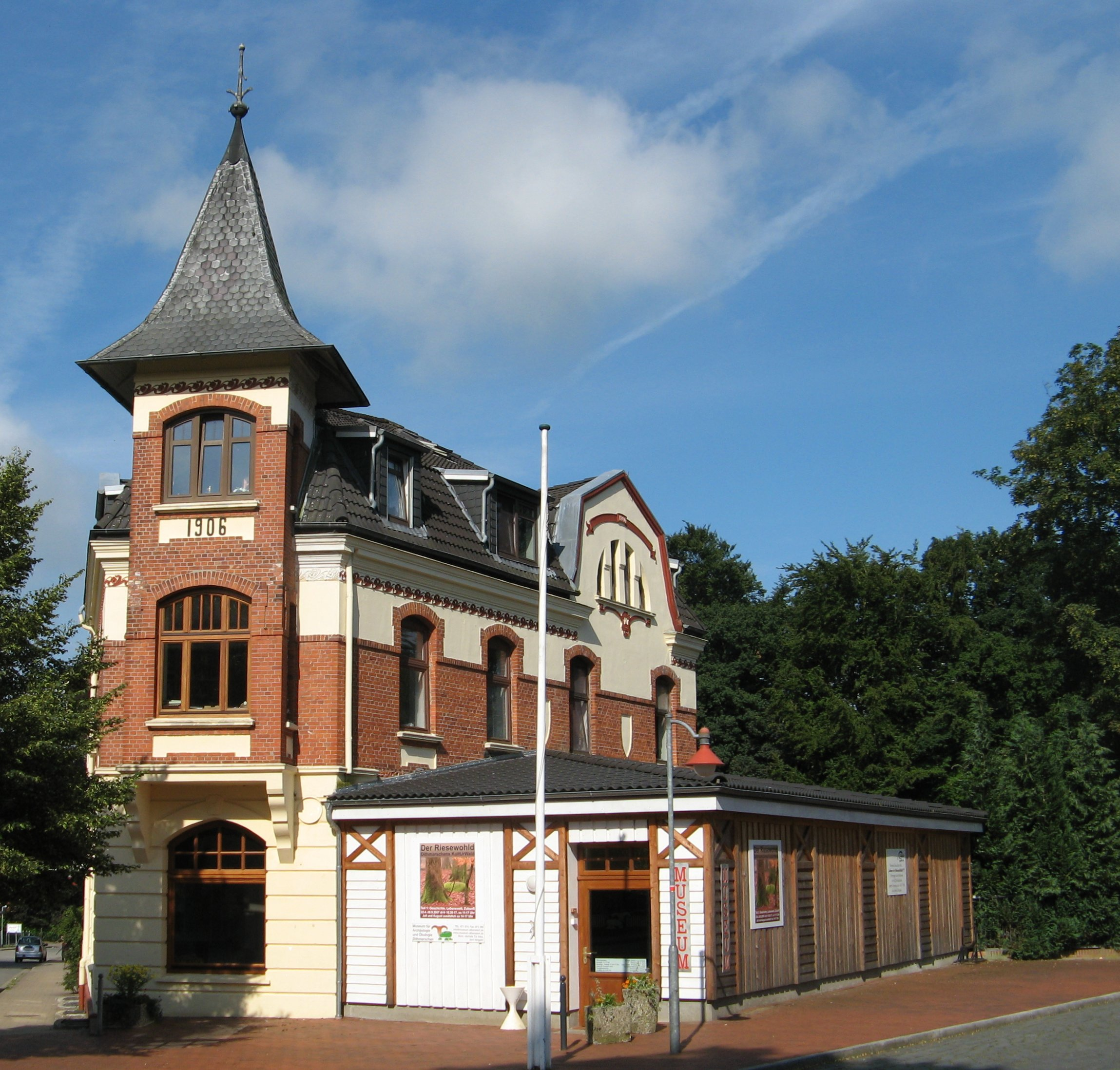
Das Museum

Das Museum für Archäologie und Ökologie Dithmarschen ist ein Museum mit den beiden Schwerpunkten Archäologie und Ökologie im Kreis Dithmarschen in Schleswig-Holstein.

## Geschichte
Das Museum wurde 1904 als Museum für Dithmarscher Vorgeschichte in Heide gegründet. 
2003 wurde das Museum in das Gebäude des ehemaligen Bahnhofshotels der Gemeinde Albersdorf verlegt. Im Jahre 2005 wurde das Museum unter dem Namen Museum für Archäologie und Ökologie Dithmarschen neu eröffnet. In der Dauerausstellung werden die Entwicklung der Menschheit in Korrelation mit der Landschaft seit der Steinzeit thematisiert. Neben dieser Dauerausstellung gibt es immer wieder aktuelle Ausstellungen zum Themenbereich Archäologie und Ökologie, wie zum Beispiel: „Der Riesewohld - Dithmarschens KultUrwald“ bereits in der zweiten Folge. 
Das Museum arbeitet ergänzend mit der Freilichtanlage Archäologisch-Ökologisches Zentrum Albersdorf zusammen. In der Anlage befindet sich unter anderem ein Steinzeitdorf.

## Bilder aus der Ausstellung

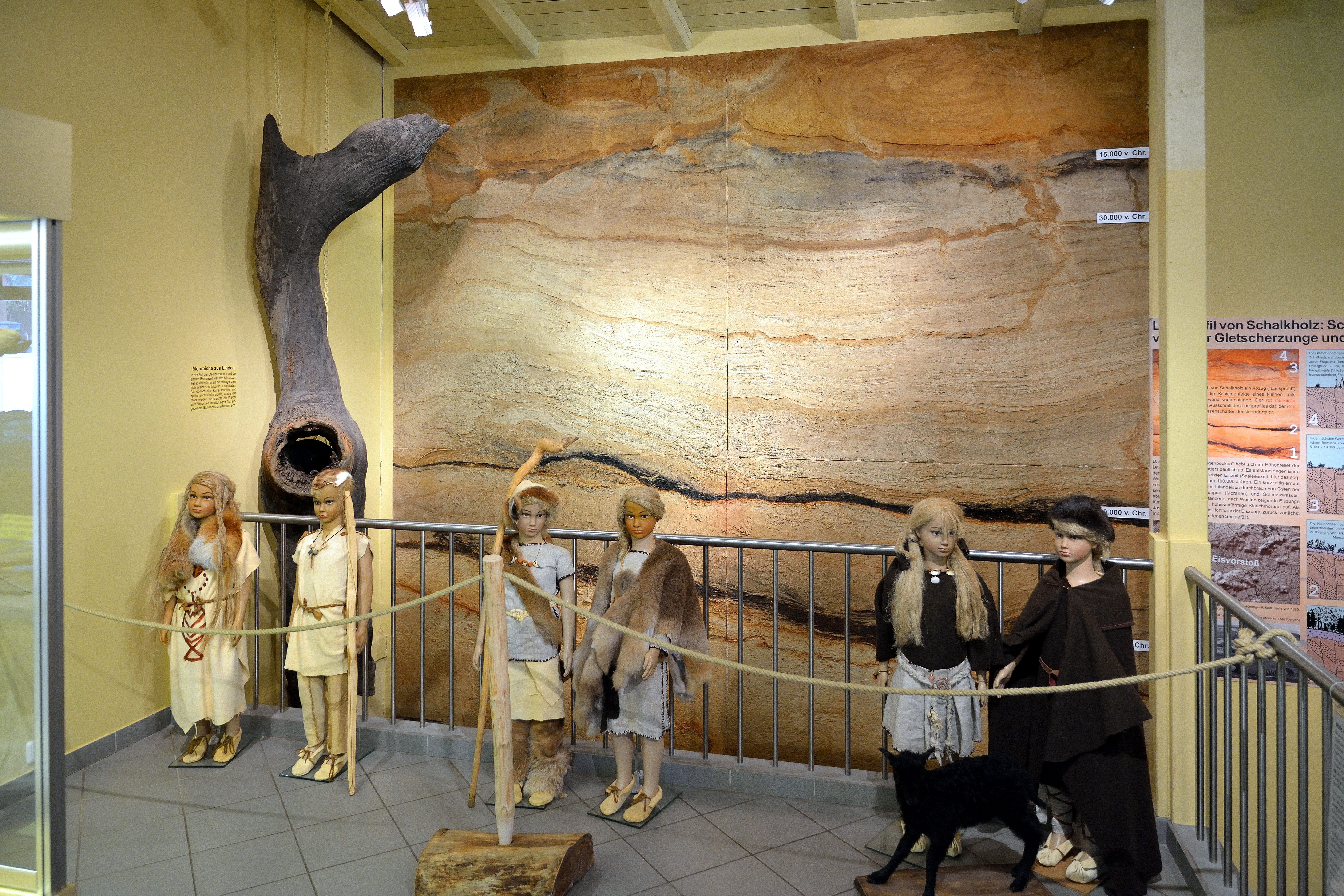
Eingangsbereich
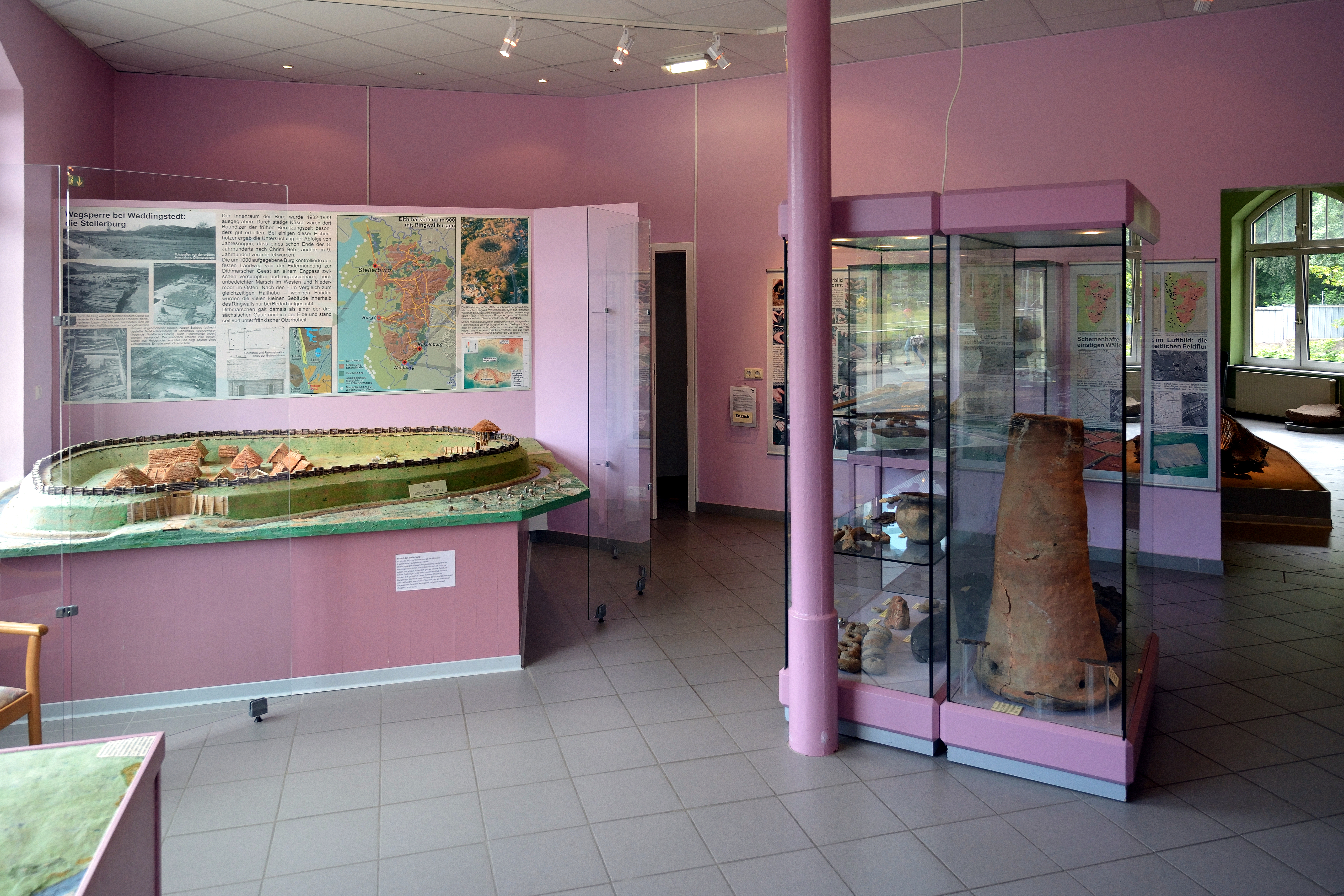
Abteilung „Eisenzeit und Frühes Mittelalter“
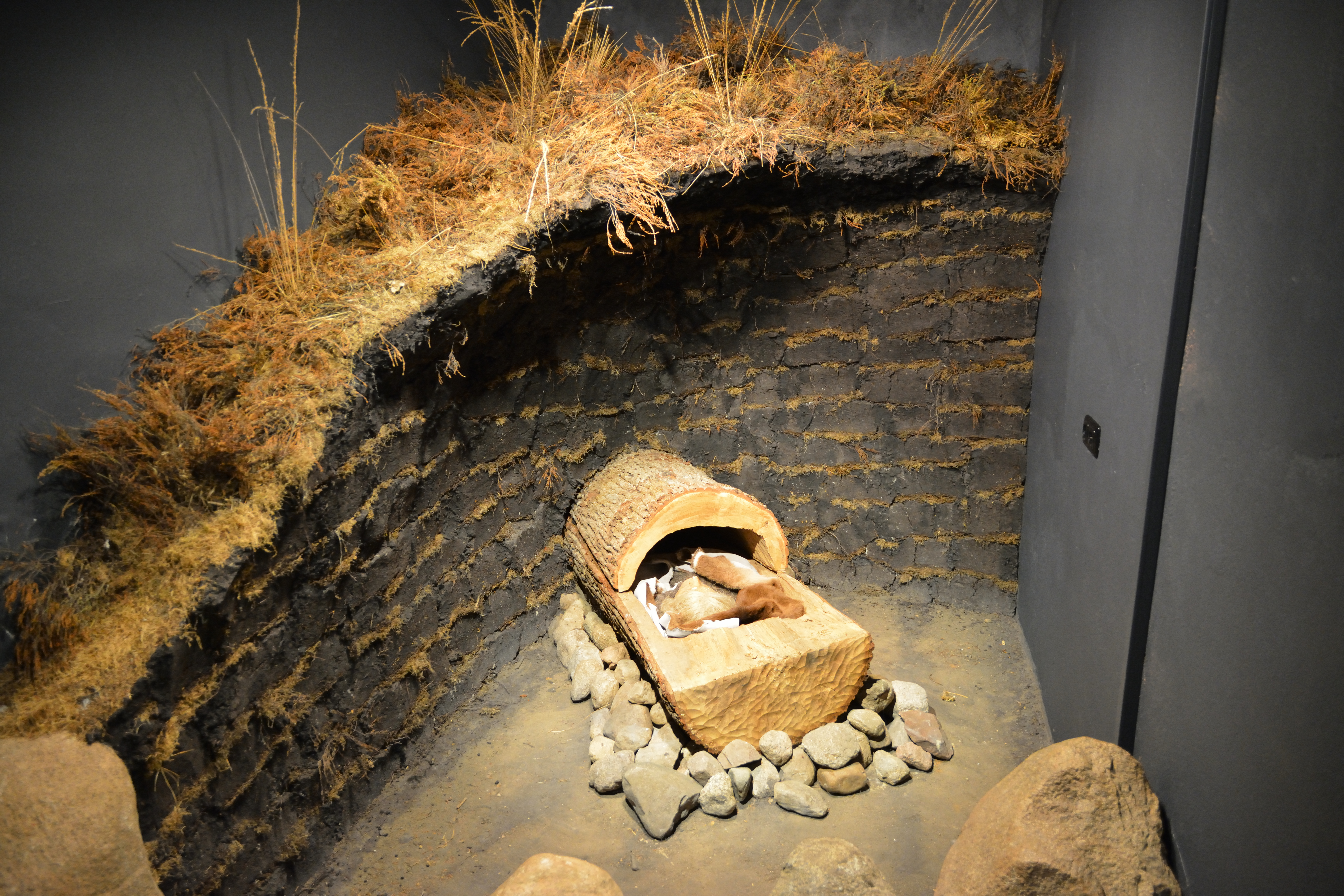
Modell eines Baumsargs
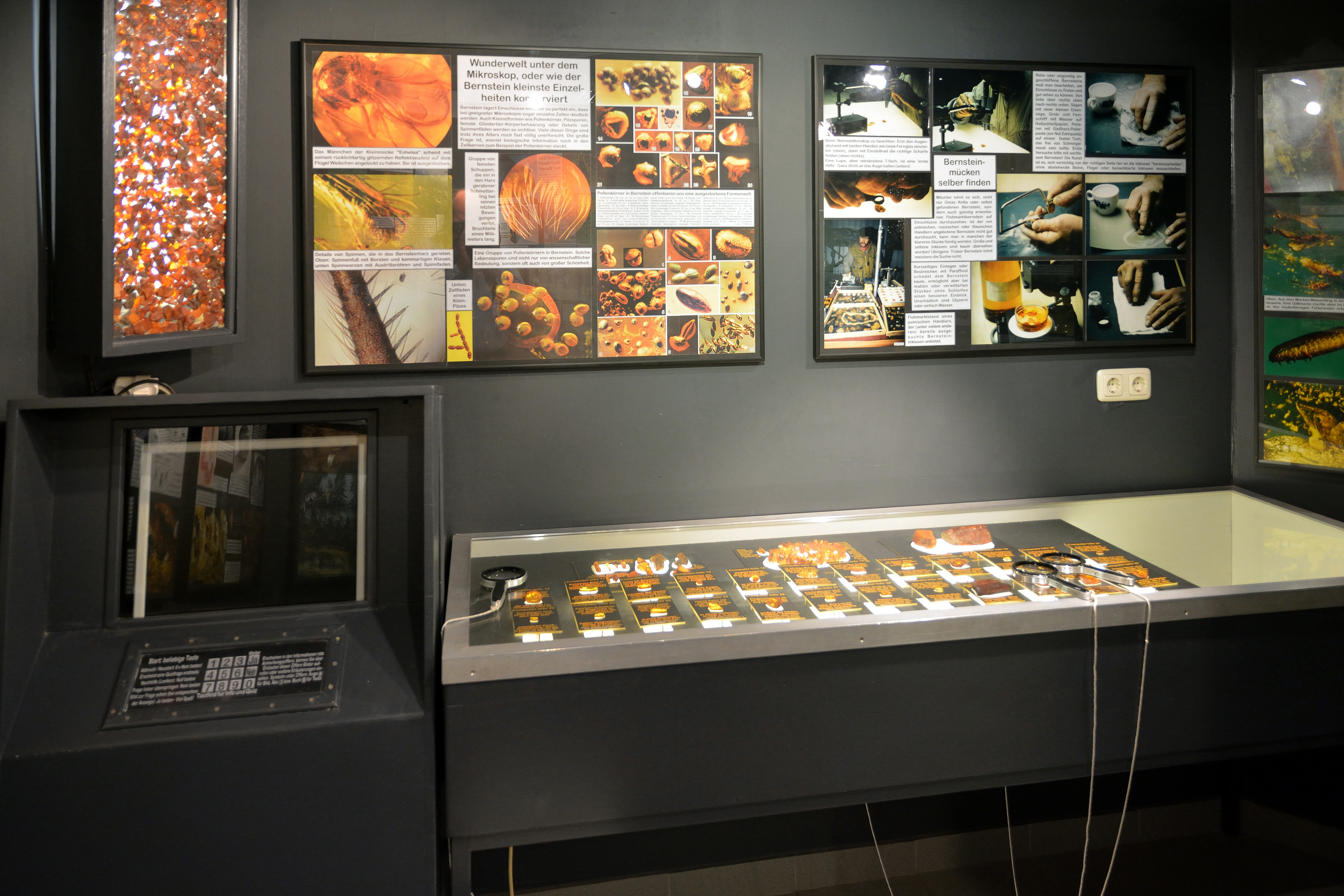
Bernsteine mit eingeschlossenen Insekten